# Tylosaurus
Tylosaurus var ett släkte mosasaurier som levde under Krita. Namnet kommer från grekiska och betyder "knöl-ödla". Namnet har givits för den lilla knölen Tylosaurus har på sin nos. Denna kan ha använts till att ramma och stånga byten men även mot andra hanar i kampen om honorna. Kvarlevor från Tylosaurus har hittats i Nordamerika och Europa.

## Beskrivning och paleobiologi

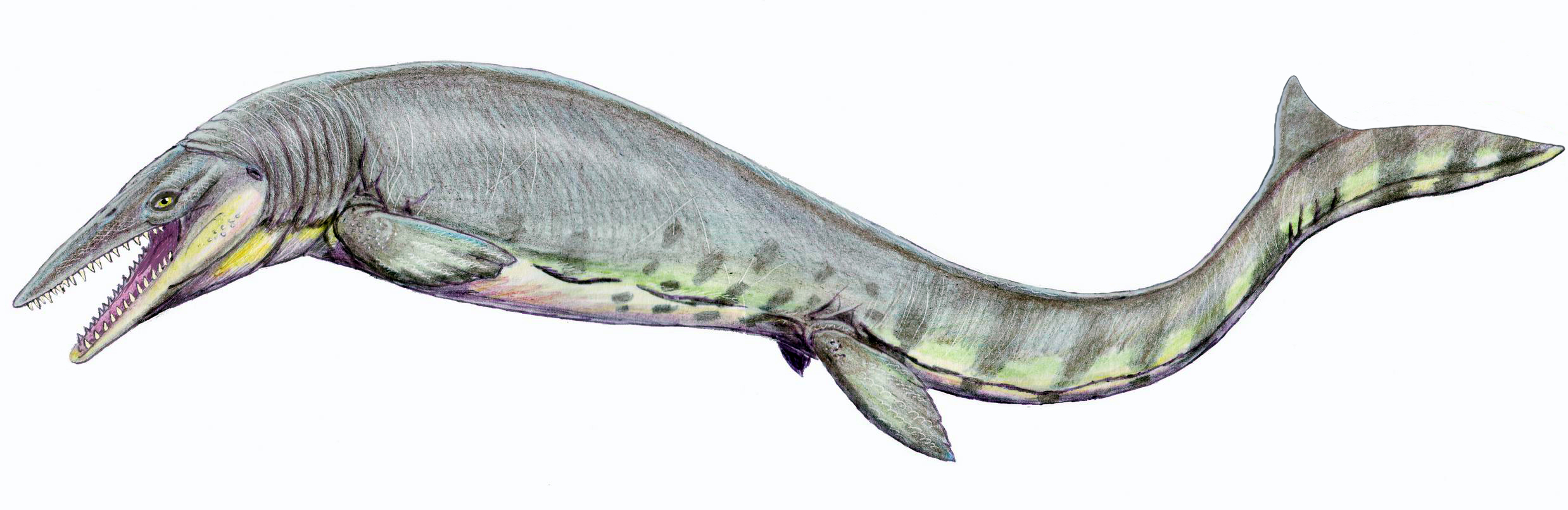
Rekonstruktion av Tylosaurus pembinensis från Kanada.

Tylosaurus var en mycket stor mosasaurie och var ett av topprovdjuren i de inlandshav som täckte Nordamerika under Krita. Isolerade tänder och benbitar från Sverige tyder även på att den var ett topprovdjur i hav som då täckte det som idag är Norra Europa. Den var bland de största mosasaurierna och kunde möjligtvis nå längder på över 12 meter likt dess nära släkting Hainosaurus.

### Diet
Maginnehåll från Tylosaurus proriger tyder på en mycket varierad diet som inkluderade fiskar, havsfåglar (hesperorner), plesiosaurier och även mindre mosasaurier såsom Clidastes.

### Färg
Färgteckning i mosasaurier var okänd fram tills 2014, då Johan Lindgren vid Lunds universitet och kollegor hittade pigmentet melanin i fossiliserade fjäll från Tylosaurus nepaeolicus. Studiens slutsats var att färgteckningen var motskuggad, likt många moderna hajar, med mörk rygg och ljusare undersida. En sådan färgteckning är praktisk för undervattensrovdjur då den fungerar som kamouflage så att rovdjuret kan överraska potentiella byten. Det är osäkert om alla mosasaurier hade en liknande färgteckning.

## Klassificering
Tylosaurus klassificeras in under underfamiljen Tylosaurinae i familjen Mosasauridae. Andra medlemmar av Tylosaurinae är Hainosaurus, Taniwhasaurus och Kaikaifilu.

### Arter

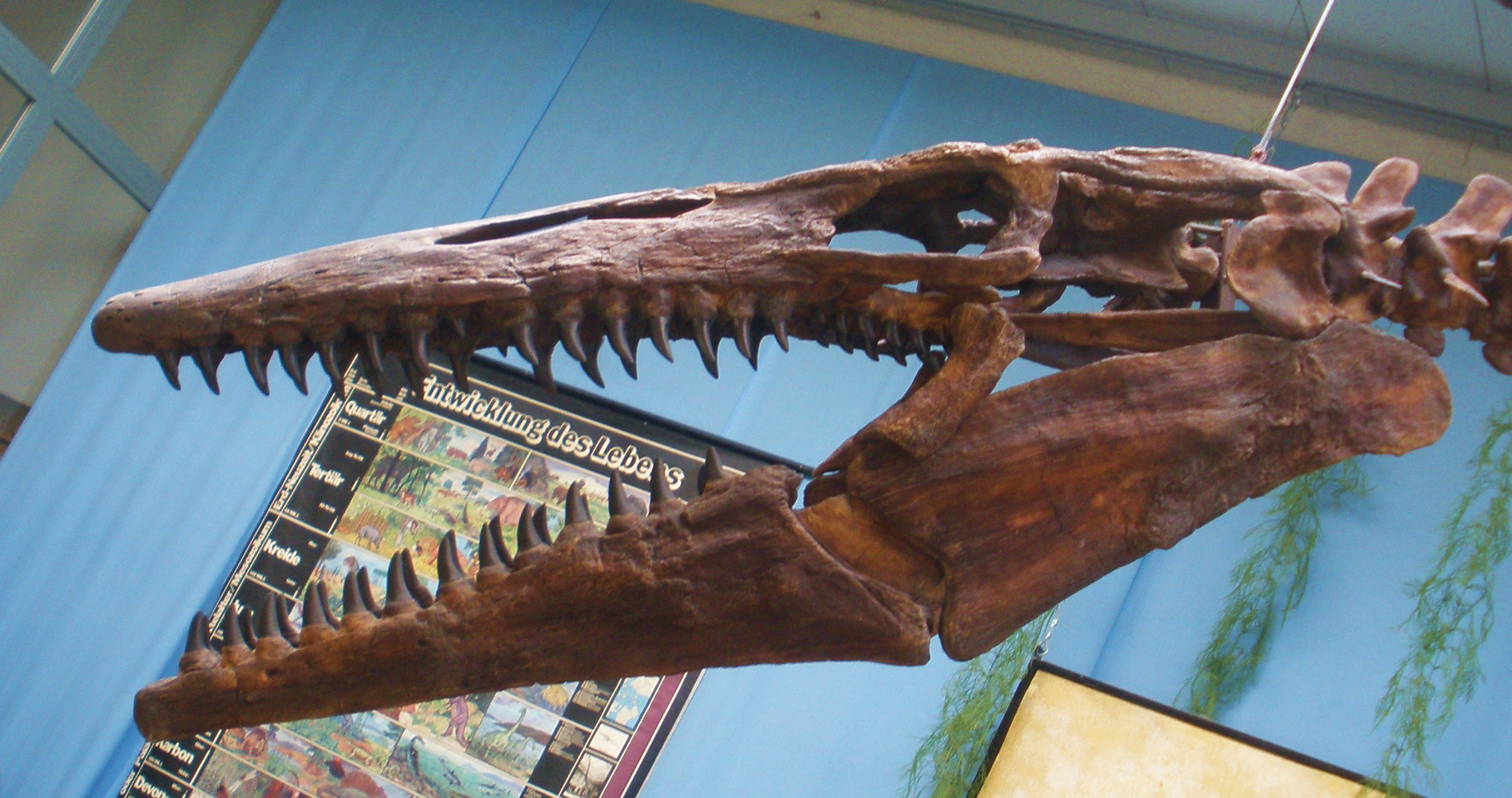
Skalle av Tylosaurus proriger.

Typarten och troligen den största är Tylosaurus proriger (som hittats i Colorado, Texas, Kansas och Montana) som levde under Kampanium-skedet av Krita. Den är känd från ett flertal skelett och kan ha nått storlekar på över 12 meter. T. proriger tros ha varit topprovdjuret i Nordamerikas marina miljöer under Kampanium och härstammade från den mindre Tylosaurus nepaeolicus (som hittats i Kansas, Texas och Mexiko) först uppkom under Turonium-skedet. T. nepaeolicus är troligen synonym med T. kansasensis och nådde storlekar på 7–8 meter vilket visar på den enorma ökning i storlek som flera mosasauriesläkten genomgick under Kritas sista årmiljoner. Tylosaurus pembinensis, tidigare känd som Hainosaurus pembinensis är endast känd från Kanada under Kampanium och Tylosaurus ivoensis baseras på fragmentariska kvarlevor hittade i Skåne, Sverige, även dem från Kampanium.

## Källhänvisningar
1. 1 2  Lindgren J, Siverson M, Tylosaurus ivoensis: a giant mosasaur from the early Campanian of Sweden, Earth and Environmental Science Transactions of The Royal Society of Edinburgh, 2002.
2. ↑  ”Oceans of Kansas - Tylosaur food”. http://oceansofkansas.com/Tylo-prey.html. Läst 18 Januari 2017.
3. ↑  Lindgren J et al., "Skin pigmentation provides evidence of convergent melanism in extinct marine reptiles", Nature, 2014.
4. ↑  ”Fossilworks - Tylosaurus proriger”. http://fossilworks.org/bridge.pl?a=taxonInfo&taxon_no=139953. Läst 18 Januari 2017.
5. ↑  ”Fossilworks - Tylosaurus kansasensis”. http://fossilworks.org/bridge.pl?a=taxonInfo&taxon_no=178922. Läst 18 Januari 2017.
6. ↑  ”Oceans of Kansas - Rapid Evolution of Mosasaurs”. http://oceansofkansas.com/RapidMosa.html. Läst 18 Januari 2017.